# Herminium albovirens
Herminium albovirens  (лат.) — вид однодольных растений, описанный в составе семейства Орхидные (Orchidaceae). Впервые описан ботаником Ренцем в 2001 году. Первоначально был описан в составе рода Bhutanthera. В результате ревизии 2017 года, таксон Bhutanthera стал рассматриваться как секция рода Herminium.

## Распространение, описание
Эндемик Бутана. Типовой экземпляр собран в дзонгхаге (регионе) Тронгса.
Клубневой геофит. Растение высотой 4—6 см. Корневище с небольшим шаровидным клубнем. Листьев два, от ланцетной до яйцевидно-ланцетной формы. Соцветие несёт 1—2 цветка размером до 1 см, от желтовато-зелёного до белого цвета; лепестки округлые, обратнояйцевидной формы, колонка широкая.